# HA/VER
A HA/VER (eredeti cím: Kick-Ass) 2010-ben bemutatott brit-amerikai akciófilm, amelynek alapjául a 2008 és 2010 között megjelent azonos című Mark Millar képregény szolgált. A filmet Matthew Vaughn rendezte, aki Jane Goldmannel közösen írta a forgatókönyvet. A főbb szerepekben Nicolas Cage, Aaron Taylor-Johnson, Mark Strong és Chloë Grace Moretz látható.
A film egy átlagos tinédzserről, Dave Lizewskiről szól, aki sok képregény olvasása során úgy dönt, hogy szuperhősnek áll. Beszerzi az ehhez szükséges jelmezt (búvárruha), és az elengedhetetlen fegyvereket (gumibot), magát Kick-Assnek nevezi és így járja az utcákat a bajbajutottak megsegítésére. Azonban nem minden sikerül neki úgy, ahogy szeretné, és többször el is látják a baját. Egyik alkalommal nagyobb balhéba keveredik, és két edzettebb „hős” menti meg az életét: Big Daddy, az exzsaru, és a tizenegy éves lánya, Hit-Girl, akit kíméletlen halálosztóvá nevelt apja. Céljuk pedig az, hogy leszámoljanak a város drogbárójával: Frank D'Amicóval.
A film jellemzője az erőszakosság, a profanitás és gyakori káromkodás. Heves vitát váltott ki a tizenegy éves Hit-Girl nevű szereplő miatt. Ennek ellenére a Kick-Ass a filmkritikusok részéről többnyire pozitív fogadtatásban részesült.

## Cselekmény
|  | Alább a cselekmény részletei következnek! |

A főszereplő Dave Lizewski (Aaron Taylor-Johnson) egy lúzer tizenéves, és azon csodálkozik, vajon miért nem akart még senki sem szuperhős lenni úgy, ahogy a képregényekben. Ezért úgy dönt, hogy ő maga válik hőssé, annak ellenére, hogy híján van mindenféle szupererőnek, vagy bármiféle harcitudásnak. Beszerez egy búvárruhát, ami a jelmezéül szolgál, fegyvernek meg megteszi két gumibot. Az első jócselekedete az lenne, hogy megakadályozza két férfi autólopását, de minden balul üt ki: Dave-et elverik, hasba szúrják, majd elüti egy autó.
A kórházban helyre hozzák némi implantátum segítségével, ami képességekkel ugyan nem ruházza fel, viszont kevesebb fájdalmat érez az ütések során. Így tehát nem adta fel álmát, és továbbfolytatja a bűnüldözést. Egyik este egy macskát szeretne megtalálni, de véletlenül balhéba keveredik. Egy férfit üldöz másik három, és Dave kapva kap az alkalmon, hogy végre csináljon valamit. Miután sikeresen megvédi az üldözött férfit, és a verekedése felkerül a világhálóra, hála a közeli bámészkodóknak és kamerás mobiltelefonoknak, pillanatok alatt híressé válik mint „Kick-Ass”.
Eközben a sulijában az a hír járja a lúzer Dave-ről, hogy meleg, és a lány, Katie Deauxma (Lyndsy Fonseca), akiért odavan, de eddig észre sem vette, hirtelen barátságot kezdeményez, hogy így szert tegyen egy régóta várt meleg barátra. Dave vállalja a kapcsolatot, hogy így közelebb kerülhessen Katie-hez. Egy kávézás alkalmával Katie mesél Dave-nek, hogy zaklatja egy férfi, egy bizonyos Rasul. Dave az éjszaka folyamán felölti álruháját, és magabiztosan megy Rasulhoz és drogdíler bandájához, hogy figyelmeztesse, hagyja békén Katie-t. Kick-Ass pedig újfent pórul jár, de szerencséjére megjelenik Hit-Girl, aki a túlvilágra kényszeríti az ellent, apja segítségével, Big Daddy-vel.
Damon MacReady (Nicolas Cage), vagyis Big Daddy, exzsaru és egyedül neveli lányát Mindyt (Chloë Grace Moretz). Felesége terhessége idején Damont ártatlanul börtönbe zárták, ezalatt pedig a felesége öngyilkos lett. A börtönben megfogadta, hogy bosszút áll azon, aki miatt ide jutott: Frank D'Amicon (Mark Strong), a maffiafőnökön. Miután kiszabadult a börtönből, a lányát elkezdte kiképezni, és így tizenegy éves korára kíméletlen halálosztó vált belőle, és apjával együtt csapnak le D'Amico embereire.
D'Amico úgy hiszi, hogy Kick-Ass végzett az embereivel, és ezért el akarja kapni. Ebben pedig a tizenéves fia Chris (Christopher Mintz-Plasse) segít. Ugyanis kiterveli, hogy Kick-Ass bizalmába férkőzik, méghozzá úgy, hogy „szuperhőssé” válik ő is. És így születik meg Red Mist.
Dave ezalatt elmondja Katie-nek az igazságot, hogy ő Kick-Ass, és hogy nem meleg. És több sem kellett a lánynak, össze is jönnek.
Miután Red Mist egy álcázott jócselekedete során „elfog” egy drogdílert, találkozót kezdeményezett Kick-Ass-szel. Ezután pedig rájön, hogy nem ő apja igazi ellensége, hanem más „szuperhősök”. Red Mist becsapja, hogy D'Amico el tudja kapni Big Daddy-t, majd, hogy példát statuáljon, nyilvános kivégzést rendez, amin Big Daddy és Kick-Ass a „főszereplő”.

Azonban megjelenik Hit-Girl és megmenti Dave-t, apját viszont már nem tudja, mert meghalt. Hit-Girl pedig apja munkáját továbbfolytatva nem mond le D'Amico megöléséről, ebben pedig segítségére van Kick-As
|  | Itt a vége a cselekmény részletezésének! |

## Szereplők
| Szerep                     | Színész                  | Magyar hang     |
| -------------------------- | ------------------------ | --------------- |
| Dave Lizewski (Ha/Ver)     | Aaron Taylor-Johnson     | Czető Roland    |
| Chris D'Amico (Vörös Pára) | Christopher Mintz-Plasse | Baradlay Viktor |
| Mindy Macready (Kis Dög)   | Chloë Grace Moretz       | Károlyi Lili    |
| Frank D'Amico              | Mark Strong              | Epres Attila    |
| Damon Macready (Vérprofi)  | Nicolas Cage             | Józsa Imre      |
| Marty                      | Clark Duke               | Kováts Dániel   |
| Katie Deauxma              | Lyndsy Fonseca           | Talmács Márta   |
| Big Joe                    | Michael Rispoli          | Karsai István   |
| Ajtónálló                  | Jason Flemyng            | Kapácsy Miklós  |
| Mrs. Lizewski              | Elizabeth McGovern       |                 |
| Todd                       | Evan Peters              | Dene Tamás      |
| Cody                       | Dexter Fletcher          |                 |
| Matthew                    | Tamer Hassan             |                 |
| Angie D'Amico              | Yancy Butler             |                 |
| Gigante nyomozó            | Xander Berkeley          |                 |
| Önmaga                     | Craig Ferguson           |                 |

A képregény írója, Millar Skóciából származik, és egy skót televíziós gyerekműsor műsorvezetőjét, Glen Michaelt felkérte, hogy vállaljon egy kisebb szerepet a filmben. De a film végleges változatából kivágták szereplését. Hasonló módon felkérték egy amerikai csatorna (WCBS-TV) híradósait Maurice Dubois-t, Lou Youngot és Dana Tylert egy-egy cameo-szerepre.

## Érdekességek
A film alkotói a jogokat a filmkészítéshez már akkor megvették a képregény kiadójától, az Icon-tól, mikor még ki sem adták azt. Matthew Vaughn rendező elmondása szerint: „Egyszerre írtuk a szövegkönyvet és a képregényt, szóval ezek nagyon együtt lélegző, szervesen együttműködő projektek voltak. Mark Millarrel (Ultimate Avengers, Wanted) a Csillagpor premierjén ismerkedtünk meg. Igazán jól kijöttünk egymással. Tudtam, hogy ki ő valójában, és mit csinált eddig, de nem ismertem őt igazán. Felvetette nekem az ötletet, erre én: Ez nagyszerű! Megírta a szinopszist, én meg: Fantasztikus! Csináljuk meg most! Te írod a képregényt, én a szövegkönyvet!”
A szövegkönyvírók Jane Goldman és Vaughn több hangsúlyt fektettek a szereplők érzelmeire, és lágyítottak Katie Deauxmán
Eredetileg a képregényben Big Daddy nem exrendőr volt, hanem volt könyvelő, aki harcolni akart a bűn ellen, hogy teljesítse vágyát és a megszokott életéből kiszakadjon, és mert imádta a képregényeket. A filmváltozat szerint viszont a szereplő szándéka és motivációja valóságosabbnak tűnt. Ezért Mark Millar figyelembe vette, hogy az elképzelt háttere Big Daddynek nem működne a filmben, és nem akarta „elfuserálni a film struktúráját”. A képregényrajzoló John Romita Jr. pedig megállapította, hogy „a filmben sokkal jobban működik az exzsaru szerep, a nézők jobban fogják szeretni”.
A film és a képregény is hivatkozik népszerű internetes oldalakra. Például Kick-Ass az eBay-en veszi jelmezét, a videó, ami a harcát mutatja be, és ami által híressé vált a YouTube-on volt látható, és a rajongóival a MySpace-en tarja a kapcsolatot. D'Amico pedig megfenyegette Gigante nyomozót, hogy olyan képeket tesz fel Facebook profiljára, amelyekkel gyanúba keverheti, és terhelő bizonyítékként használhatják fel ellene.
A Kick-Ass független film. Matthew Vaughn kezdetben felkeresett nagyobb stúdiókat, hogy támogassák projektjét, azonban mindegyik visszautasította ajánlatát. Még a Sony is, akikkel Vaughn közösen készítette a 2004-es Tortát. Arra kérték, hogy enyhítsen a film erőszakosságán. Más stúdiók pedig idősebbé akarták tenni a szereplőket. Vaughn viszont nem volt hajlandó belemenni a változtatásokba és maga teremtette elő a forgatáshoz szükséges összeget. Így a saját filmgyártó cége (Marv Films), és Brad Pitt segített neki (Plan B Entertainment) a finanszírozásban.
Az alkotók először Brad Pittre gondoltak, hogy játssza el Big Daddy szerepét, de ugyanígy szóba esett Daniel Craig és Mark Wahlberg is. Később esett a választás Nicolas Cage-re. Vaughn így jellemezte Cage alakítását: egy kicsit Elvis Presley-s, egy kicsit Adam West-es. Christopher Mintz-Plasse pedig eredetileg Kick-Ass szerepére volt esélyes.

## Fogadtatás

### Botrányok a film kapcsán
2010 januárjában a film egy cenzúrázatlan előzetese volt látható, ami a családképviseleti szervezetek felháborodását váltotta ki az erőszakosság miatt, és amiatt a mondat miatt, amit az akkor tizenegy éves Chloë Moretz mondott: „Oké puncik, lássuk mit tudtok!” Az ausztráliai Family Association nevű szervezet szóvivője John Morrisey felháborítónak találta a film „nyelvezetének durvaságát, és az erkölcsi értékek hiányát, és hogy nem a hagyományos szuperhősök vér nélküli győzelméről és jószándékú segítségnyújtásáról szól”. A felháborodásra válaszolt Chloë Moretz egy interjúban: „Ha valaha is kiejtek a számon akárcsak egy csúnya szót is, ami a Kick-Assben elhangzott, zárjanak a föld alá évekre! Nem hagynám el a szobámat húszéves koromig! Soha nem mondanám ki azokat a szavakat. Egy átlagos, hétköznapi lány vagyok.” Moretz elmondta, hogy amíg a filmezéssel foglalkozik, soha nem venné rá magát, hogy hangosan kimondja egy interjú alatt a film címét, ehelyett csak azt mondja a nyilvánosság előtt, hogy „a film”, és otthon pedig, hogy „Kick-Butt”. Christopher Mintz-Plasse megjegyezte, hogy meg van lepődve azon, hogy „az emberek fel vannak háborodva amiatt, hogy Chloë csúnya szavakat mond, viszont nem tűnnek dühösnek amiatt, hogy Hit-Girl olyan sok embert öl meg”.

### Kritikai visszhang
A film a kritikusoktól többnyire pozitív fogadtatásban részesült, azonban vannak olyanok is, akik negatív kritikával illették. A kritikusok visszajelzéseit összegyűjtő internetes oldalon, a Rotten Tomatoes-on a film 76%-on áll, az átlagos pontszáma pedig 7 pont a 10-ből. 222 kritika alapján a "Certified fresh", vagyis az "Ajánlott" kategóriába is besorolták. A Rotten Tomatoes-on a neves kritikusok körében a pozitív értékelések aránya  71%. A Metacritic nevű oldalon, ami szintén a kritikákat gyűjti egy csokorba, a Kick-Ass összesített értéke 66 pont a 100-ból, viszont a nézők szavazatai alapján a 10-ből 8.4 ponton áll. Az Internet Movie Database-n, ami kizárólag a nézői visszajelzések alapján pontozza a filmeket a 10-ből 8.2 csillagot szerzett.

A Egyesült Államokban a The Guardian című napilap a filmmel kapcsolatban számos kritikát publikált. Peter Bradshaw szerint a film „olyan, mint egy áttörés egy rossz gyárban”, „abszolút szokatlan, sok beszólással, miközben végtelenül erőszakos”. Philip French, aki a The Guardian vasárnapi társlapjába a The Observerbe szokott írni „könyörtelenül erőszakosnak” nevezi a Kick-Asst „a legmocskosabb szájú gyerekkel, aki valaha megjelent a képernyőn”, emellett „rendkívüli módon tudja magába szippantani a képregények és videojátékok szakértőit is”. Hasonlóképpen vélekedett Kenneth Turan a Los Angeles Times munkatársa: „Ez a film remek képregények darabkkáiból jól összeállított keverék, tökéletes desszert és fület-tépő profanitás tökéletes aránya, ami a populáris kultúra részévé teszi... ami pedig ezt a filmet pedig olyan lehengerlővé teszi az főleg a klassz hangulata, és a fiatal szinésznő, Moretz alakítása”. Manohla Dargis a The New York Timestól dicsérte a filmet, azt mondta, hogy „gyors, vicces, és gyakran groteszk módon erőszakos, a film először megragadja, majd tarantinoi stílussal kigúnyolja a jelenkori akciófilmek kliséit...” Moretz-ről megjegyezte, hogy "messze a legjobb dolog a filmben, ahogy uralja a vásznat: bájosan, miközben elképesztő akciókat hajt végre”. Továbbá úgy gondolja, hogy a készítők remekül ráéreztek egy Lolita-szerű kapcsolat lényegére, ami a filmben kvázi Big Daddy és Hit-Girl között alakul ki, azonban hiszi, hogy egy jobb rendezővel érzékletesebbé lehetett volna tenni kettejük viszonyát. Az Empire magazintól Chris Wewitt azt írja, hogy „Vicces és szórakoztató, tökéletesen ütemezett, ultra-erőszakos pörgös mozi, ami hazavág több olyan filmet is, amik küzdöttek azért, hogy elérjenek bármit...”. „Ha akad ebben az évben akár egy olyan film is, amelyik szórakoztatóbb, mint ez, akkor 2010 különösen jó év lesz”. A film a maximális öt csillagból ötöt kapott.
Tim Robey-nak a The Daily Telegraph újságírójának nem nyerte el tetszését a Kick-Ass. Szerinte „Matthew Vaughn filmje semmitmondó, kiüresedett, és ostoba, olyan mint egy tizenéves, aki a szobájában ragadva túl sokat nézi YouTube-ot”. Christopher Tookey a The Daily Mailtől óva int: „Ne hagyd magad átverni a nagy felhajtás miatt, ami a Kick-Asst övezi. Ez egy bűn, ami arra jó, hogy elferdítse a valóságot a filmről, ami viszont cinikus, és előszeretettel gyalázza a gyermekkort”. Roger Ebert filmkritikus a megszerezhető négy csillagból csupán eggyel minősítette a Kick-Asst, és „erkölcsileg elítélendőnek” nevezte. Szerinte rémisztőek azok az erőszakos jelenetek, amelyekben a tizenegy éves lány a gengszterbanda tucatjait öli halomra, és amikor egy felnőtt férfi üti őt, hogy meghaljon. „Amikor olyan korú gyerekek, akik a filmet megnézik otthon, lelőnek majd másokat és ez mindennapossá válik Amerikában, akkor már nem lesz ez olyan vicces”.
A magyar filmkritikusok is többségében pozitív véleménnyel vannak a filmről. A VOX magazin a filmet 90%-ra értékelte, Szöllőskei Gábor a már megszokott képregényfilmek mellett „szokatlanul egyedi és minden szabályra fittyet hányó” filmet már egyenesen kultfilmnek tekinti. Az origo.hu-n Mesterházy Lili is dicséri a filmet: „a filmnek stílusa van; jól néz ki, tele van remek brit színészekkel (Johnson mellett feltűnik Mark Strong, Dexter Fletcher, Jason Flemyng), friss poénokkal, akcióval, féktelen erőszakkal és gyengéd romantikával”. A magyar.film.hu-n Klág Dávid kritikájában negatívumként szerepel, hogy „a Ha/ver egyediségét Mark Millar képregényíró mocskos és kompromisszumot nem ismerő fantáziája adja: az eredeti comic hibája is ugyanez..., a sztorija átfordul véres kaszabolások fárasztóan megrajzolt egymásutánjába”, illetve hogy „Millar képregényében a mocskosszájú beszólások működnek, de amikor egy alsós kislánynak kell ezeket kimondania, erőltetettnek és hamisnak tűnnek”, viszont „Vaughn egyébként érdekesen kétarcú rendező, mert ha nem hagyja, hogy a jópofáskodás erőt vegyen rajta, bivalyerős akciójelenetekre képes”. Szűcs Gyula azt írja, hogy „a Kick-Ass nemcsak egy tinivígjátékba oltott brutális akciófilm, hanem a képregényvilág eddigi legzseniálisabb és legbetegebb paródiája. Az év filmjében a popkultúra brit fenegyerekei egy Batman-pótlék Nicolas Cage-gel rúgják pofán az amerikai szuperhősmítoszt.” Továbbá kiemeli: „a film fénypontja viszont egyértelműen Nic Cage és Chloe Moretz apa-lánya párosa”, „meghökkentő, ahogy a 11 éves a kislány az egyik pillanatban még kakaót iszik mályvacukorral, aztán mátrixosan ugrálva támadja az ellene küldött rosszfiúkat”. A Nicolas Cage játszotta szereplőról pedig azt írja, hogy „viccesebb, mint Tony Stark, elszántabb, mint Bruce Wayne, és brutálisabban mészárolja a bűnözőket, mint a Sin City Marvja”.

### Bevételi adatok
A Kick-Ass 30 millió dollárból készült. A film az amerikai bemutató előtt, március 26-tól április 16-ig nemzetközi szinten 12 millió dollár bevételt hozott. Az Egyesült Államokban az első hétvégén (április 16-18) 19 828 687 dollár bevételre tett szert, és ezzel a heti bevételi adatokat tekintve első helyen végzett.
A film összbevétele jelenleg megközelíti a 100 millió dollárt: az USA-ban 48 millió dollár, világszerte szintén 48 millió dollár.

## Bemutatók
A film premierje 2010. március 26-án az Egyesült Királyságban volt. Észak-Amerikában április 16-án mutatták be a filmet országszerte a Lionsgate és az Universal Pictures forgalmazásában. Ekkor 3065 moziban játszották.
A magyarországi premierdátum június 17-én volt. A film hazai forgalmazója pedig az InterCom.
Még a forgatás befejezése előtt 2009. december 13-án a filmből mutattak be részletet a 11. Butt-Numb-A-Thon filmfesztiválon, amin hatalmas sikert ért el. Illetve a kész filmet levetítették a South by Southwest filmfesztiválon 2010. március 22-én.

## Forgatási helyszínek
- Hamilton (Ontario, Kanada): Charles street, Sir Winston Churchill Secondary School
- Toronto (Ontario, Kanada): Yonge Street, Cinespace Film Studios
- London (Egyesült Királyság)
- Borhamwood (Egyesült Királyság): Elstree Studios
- Iver Heath (Egyesült Királyság): Pinewood Studios
- New York (USA)[32]

## Filmzene

### Kick-Ass (Music from the Motion Picture)
A film zenéit tartalmazó lemez az Egyesült Királyságban 2010. március 29-én jelent meg forgalomban.
Valójában egy válogatásalbum, különböző előadókkal. A címadó dalt a popénekes-dalszerző Mika adja elő, társszerzője Jodi Mair, producere pedig a RedOne. A többi zenét olyanok jegyzik, mint a The Prodigy, a The Hit Girls, a The Dickies, a New York Dolls és Elvis Presley.
Az albumon több műfaj képviselteti magát, így a pop, a pop-rock, a hard rock, és az alternatív rock műfajába tartozó zeneszámok is megtalálhatóak.
A filmzenei album, akárcsak maga a film, szintén pozitív visszajelzéseket kapott. Kathleen Moore így fogalmazott: "Úgy tűnhet, hogy ennek az idegen filmzenei összeállítás nem igazán működhet a valóságban. Azonban, akárcsak a film maga, a szokatlansága révén sikerül újat mutatnia. Egyszerre meglepő és élvezetes." Jack Foley szerint "a Kick-Ass-hez ütős filmzene dukál, és ez az összeállítás pontosan az, amire Matthew Vaughn filmjének szüksége van." Öt pontból négyet kapott. A digitalspy.com négy csillagra értékelte az albumot az összesen megszerezhető ötböl.
Az egyik előzetes alatt hallható szám, a The Hives-től a "Hey little world" nem található meg az albumon.
Gnarls Barkley "Crazy" című száma a filmben fellelhető, azonban nem került fel a lemezre. Annál a jelenetnél hallható, amikor Kick-Ass és Red Mist a Mistmobile-ban ülnek. Hasonlóképpen alakult a "Bad Reputation" című szám sorsa is, ami a filmben Joan Hett ad elő. Bár ellentétben az előzővel a szám megtalálható az albumon, viszont már a The Hit Girls nevű együttes előadásában hallható.
| No. | Cím                                                   | Előadó              | Idő  |
| 1.  | "Stand up"                                            | The Prodigy         | 5:08 |
| 2.  | "Kick Ass (Radio Edit)"                               | Mika vs RedOne      | 3:11 |
| 3.  | "Can't Go Back"                                       | Primal Scream       | 3:46 |
| 4.  | "There's a Pot Brewin"                                | The Little Ones     | 3:13 |
| 5.  | "Omen"                                                | The Prodigy         | 3:54 |
| 6.  | "Make Me Wanna Die"                                   | The Pretty Reckless | 3:55 |
| 7.  | "Banana Splits (Kick-Ass Film Version)"               | The Dickies         | 2:04 |
| 8.  | "Starry Eyed"                                         | Ellie Goulding      | 2:57 |
| 9.  | "This Town Ain't Big Enough For The Both Of Us"       | Sparks              | 3:03 |
| 10. | "We're All In Love"                                   | The New York Dolls  | 4:50 |
| 11. | "Bongo Song"                                          | Zongamin            | 5:00 |
| 12. | "Per Qualche Dollaro in Piu (For a Few Dollars More)" | Ennio Morricone     | 2:53 |
| 13. | "Bad Reputation"                                      | The Hit Girls       | 2:56 |
| 14. | "An American Trilogy"                                 | Elvis Presley       | 4:31 |

### Kick-Ass: The Score
Ez a filmzenei album az Egyesült Királyságban 2010. május 17-én jelent meg a boltokban. Ez a lemez is különböző zeneszerzők műveiből áll. A zeneszerzők között megtalálható John Murphy, Henry Jackman, Marius de Vries, Ilan Eshkeri és Danny Elfman is.
Ezen az albumon is, csakúgy mint az előzőn, megtalálható a The Prodigy-től a "Stand up".
Két John Murphy zene eredetileg nem a Kick-Asshez készült, hanem más filmekhez. Az egyik az "In The House – In A Heartbeat", ami a 28 nappal később, a másik pedig az "Adagio in D-minor", ami Napfény című film albumán található.
| No. | Cím                                               | Előadó        | Idő  |
| 1.  | "The Armenian Superhero"                          | Henry Jackman | 1:59 |
| 2.  | "Stand Up"                                        | The Prodigy   | 3:32 |
| 3.  | "Forcefield"                                      | Marius Vries  | 1:05 |
| 4.  | "Watching"                                        | Henry Jackman | 1:01 |
| 5.  | "Man In The Mirror"                               | Henry Jackman | 1:08 |
| 6.  | "A Punch In The Chest"                            | Marius Vries  | 0:45 |
| 7.  | "Roof Jump"                                       | Marius Vries  | 1:31 |
| 8.  | "Time To Engage"                                  | Henry Jackman | 0:26 |
| 9.  | "Stabbing-Morphine"                               | Marius Vries  | 1:56 |
| 10. | "I'm Kick Ass"                                    | Henry Jackman | 1:16 |
| 11. | "Famous"                                          | Marius Vries  | 2:22 |
| 12. | "A Friend Like You"                               | Marius Vries  | 0:43 |
| 13. | "Walk To Rasul's"                                 | Danny Elfman  | 0:58 |
| 14. | "Trick Or Treat?"                                 | Marius Vries  | 2:43 |
| 15. | "Leaving Rasul's"                                 | John Murphy   | 1:18 |
| 16. | "Hit Girl & Big Daddy"                            | Marius Vries  | 2:39 |
| 17. | "Damon & Marcus Comic Book"                       | Henry Jackman | 3:24 |
| 18. | "I Miss You Both"                                 | Ilan Eshkeri  | 1:40 |
| 19. | "Hunting Kick Ass"                                | Henry Jackman | 1:04 |
| 20. | "MistMobile"                                      | Henry Jackman | 1:40 |
| 21. | "Big Daddy Kills"                                 | Henry Jackman | 2:50 |
| 22. | "One Last Time"                                   | Marius Vries  | 0:57 |
| 23. | "Sleepover"                                       | Marius Vries  | 1:57 |
| 24. | "To Brooklyn Bridge"                              | Marius Vries  | 1:42 |
| 25. | "Safehouse / Ambush"                              | John Murphy   | 2:34 |
| 26. | "Showtime Pt 2. (It's Only The End Of The World)" | John Murphy   | 2:25 |
| 27. | "Nightvision"                                     | John Murphy   | 1:57 |
| 28. | "Strobe (Adagio in D Minor)"                      | John Murphy   | 2:02 |
| 29. | "Big Daddy Dies"                                  | Henry Jackman | 1:33 |
| 30. | "Hit Girl Drives Home"                            | John Murphy   | 1:42 |
| 31. | "Marshmallows"                                    | Henry Jackman | 1:12 |
| 32. | "Choose Your Weapon"                              | Ilan Eshkeri  | 1:26 |
| 33. | "You Got Five Minutes"                            | Marius Vries  | 0:35 |
| 34. | "No Power, No Responsibility"                     | Henry Jackman | 1:16 |
| 35. | "The Corridor"                                    | John Murphy   | 1:16 |
| 36. | "Kitchen Stand Off"                               | Ilan Eshkeri  | 1:19 |
| 37. | "The Fight"                                       | Marius Vries  | 3:12 |
| 38. | "Flying Home"                                     | Marius Vries  | 1:49 |
| 39. | "True Identity"                                   | Henry Jackman | 1:39 |

## Folytatás
2010. április 19-én Millar felfedett néhány részletet a második képregény történetéből: abban a „rosszfiúk” embereket bérelnének fel, hogy szálljanak szembe a „szuperhősökkel”. Eközben Hit-Girl megpróbálna normális életet élni.
2010. május 5-én pedig bejelentették, hogy készül a második film is Kick-ass 2: Balls to the Wall munkacímen és 2012-ben fogják bemutatni a mozikban.